# Itano Yoshitatsu
Yoshitatsu Itano (sinh ngày 30 tháng 11 năm 1995) là một cầu thủ bóng đá người Nhật Bản.

## Sự nghiệp câu lạc bộ
Yoshitatsu Itano đã từng chơi cho Fagiano Okayama.